# Офросимов, Александр Александрович
Александр Александрович Офросимов (26 января (7 февраля) 1852, Орловская губерния — 28.2.1933) — государственный деятель Российской империи, Калужский губернатор (1897—1909), сенатор (1909—1917).

## Биография
Потомственный дворянин Орловской губернии. Из рода Офросимовых. Родился 26 января (7 февраля) 1852 года. Землевладелец Дмитровского и Мценского уездов Орловской губернии (более 1400 десятин земли).
В 1872 году окончил Александровский лицей, служил в отделении дел государственного секретаря Государственной канцелярии. Камер-юнкер Двора Его Императорского Величества (1880).
В 1880—1895 годах — Дмитровский уездный предводитель дворянства, одновременно председатель съезда мировых судей. В 1890-е годы вводил институт земских начальников. 12 декабря 1892 года пожалован в статские советники.

### Калужский вице-губернатор
С 1893 года — Калужский вице-губернатор (при этом некоторое время продолжал состоять в Дмитровском уезде губернским и уездным гласным и почётным мировым судьей). В Калужской губернии стал президентом сельскохозяйственного общества, способствовал его развитию и после назначения губернатором. В 1895 году произведён в действительные статские советники, награждён орденом Святого Владимира.
Пожалован в звание камергера (24 марта (5 апреля) 1896); в качестве представителя орловского дворянства в 1896 году участвовал в торжествах Священного Коронования Их Императорских Величеств и удостоился быть дежурным камергером при Её Величестве во время въезда Их Величеств в Москву и входа в часовню Иверской Божией Матери.

### Калужский губернатор
14 (26) ноября 1897 года назначен Калужским губернатором. Постоянно занимался вопросами сельского хозяйства; лично совершал инспекцию уездов, знакомясь с ходом реформы и пытаясь восстановить добрые отношения между помещиками и крестьянами. Для улучшения положения мало- и безземельных крестьян была объявлена полная отмена выкупных платежей и увеличение ссуды на покупку земли. Участвовал в подготовке «Особого Совещания о нуждах сельскохозяйственной промышленности». Занимался созданием при Гурьевской сельскохозяйственной школе образцового хозяйства с устройством лаборатории для производства химического анализа почв и ископаемых.
За период его правления в губернии было открыто 35 новых учебных заведений; в 1899 году на средства земства и казны началось строительство нового здания Калужского реального училища.
Проводились большие работы по благоустройству Калуги:
- трижды ремонтировался и расширялся открытый в 1886 году городской водопровод, были установлены две новые паровые машины и обновлено оборудование водонапорной башни;
- заложены новые скверы, в том числе у Никитской стрелки (угол ул. Ленина и Московской), оформлена аллея напротив южного корпуса Гостиных рядов, появились деревья вокруг Плац-парадной площади;
- устроено уличное освещение в центральной части города керосиновыми лампами;
- в 1909 году по Московской улице от Московских ворот до Загородного сада пущен первый пассажирский автобус;
- расширена телефонная сеть (до 50 абонентов к 1 января 1900 года).

Наряду с этим губернатор А. А. Офросимов:
- учредил общество поощрения рысистого конезаводства, устроил ипподром;
- являлся председателем местного управления Красного Креста, председателем общества помощи бедным, председателем попечительства о глухонемых (основал в Калуге приют-школу для глухонемых мужского пола, в Медынском уезде — приют-школу для глухонемых девочек);
- организовал ремонт здания мужской гимназии[2] (в 1903 г. переименована в Николаевскую гимназию[3]) и строительство при гимназии на пожертвования храма Святого Николая Чудотворца[4]; пожертвовал для храма средства на иконостас, церковную утварь и книги[3];
- будучи непременным попечителем и почётным членом Калужской учёной архивной комиссии, в 1901 году пожертвовал историческому музею 19 больших фотографических портретов калужских губернаторов и генерал-губернаторов;
- во время празднеств столетия со дня рождения А. С. Пушкина (1899) предоставлял свой дом для заседаний губернского Пушкинского комитета.

В 1903 году пожалован в тайные советники.
В 1904 году Калугу посетил император; на том месте, где он смотрел войска, по инициативе А. А. Офросимова был воздвигнут памятник — гранитный обелиск, увенчанный Императорским Орлом. За примерный порядок во время пребывания Императора А. А. Офросимову был пожалован жетон, осыпанный бриллиантами.
Во время Русско-японской войны работный дом под руководством губернатора, являвшегося председателем правления Попечительства о работных домах, проявил выдающуюся деятельность по снабжению армии вещами и предметами.
В период революционных событий 1905—1906 годов ни одна забастовка рабочих в губернии не разгонялась воинскими командами. Восстановить в городе порядок силой оружия губернатор приказал только после черносотенных погромов 21 октября (3 ноября) — 22 октября (4 ноября) 1905 года; для предупреждения беспорядков своим приказом ввёл особую охрану правительственных, общественных и частных учреждений, издал обязательные постановления о порядке хранения и продажи оружия и о запрещении шествий и манифестаций. 12 (25) декабря 1905 года губернатор объявил Калужскую губернию на чрезвычайном положении «…ввиду прекращения движения по железным дорогам, а также прервавшихся почтовых и телеграфных сообщений и по случаю местных смут, волнений, нарушения чужой собственности и насилий». В марте 1906 года положение чрезвычайной охраны сменилось положением охраны «усиленной». Полицейскими мерами, церковными и светскими увещеваниями власти добились того, что за три революционных года в губернии не произошло ни одного террористического акта, политического убийства, не зафиксировано ни одного сколько-нибудь громкого случая разгрома, разграбления, поджога частного предприятия, помещичьего имения.
Весь период исполнения должности губернатора являлся также председателем Калужского губернского статистического комитета.

### Деятельность в ИППО
В апреле 1894 г., будучи Калужским вице-губернатором, организовал открытие Калужского отдела Императорского православного Палестинского общества, был избран заместителем председателя его совета (в 1899 году — почётным членом общества). В первый состав совета Калужского отдела общества вошли губернатор Н. Д. Голицын, губернский предводитель дворянства Н. С. Яновский, д.с.с. Владимир Степанович Сорокин, протоиерей Дмитрий Егорович Лужецкий, протоиерей Алексей Михайлович Колыбелин, с.с. Дмитрий Валерианович Панин, полицмейстер Е. И. Трояновский, уездный исправник Николай Эрнестович Мантейфель, купец Феоктист Павлович Власов. Члены Калужского отдела неоднократно встречали совершавших паломничество председателей общества в.кн. Сергея Александровича и в.кн. Елизавету Фёдоровну, почётных членов общества Николая II и в.кн. Михаила Александровича. А. А. Офросимов на заседании калужского отдела общества 4 (17) февраля 1909 года, в годовщину убийства в.кн. Сергея Александровича, предложил увековечить его память, и с согласия в.кн. Елизаветы Фёдоровны по указу Святейшего Синода на землях (110 десятин), пожертвованных Н. Э. Мантейфелем и купчихой Серафимой Фёдоровной Михайловой, при деревне Мстихиной Калужского уезда была учреждена мужская обитель — «Сергиев скит калужского отдела Императорского православного Палестинского общества в память в бозе почившего великого князя Сергея Александровича». В обители были устроены богадельня на 12 увечных и престарелых воинов и церковно-приходская школа, больница, музей в.кн. Сергея Александровича, музей истории Калужского отдела общества, магазины, дома для странников.

### Сенатор
С 29 мая (11 июня) 1909 года был назначен сенатором, с оставлением в чине шталмейстера. За службу в Калуге А. А. Офросимов был помечен во Всеподданнейшем отчёте за 1908 год: «Благодарю Офросимова за долголетнее примерное управление губернией».
По оставлении им поста Калужского губернатора, вследствие назначения в Сенат, ему было оказано внимание всеми предводителями дворянства, передавшими ему на память кубок и был поднесен целый ряд адресов от различных учреждении и лиц. В прощальной речи губернского предводителя дворянства Н. И. Булычева говорилось, что Александр Александрович Офросимов всегда показывал пример неустанной работы и, имея большие полномочия, твёрдо стоял за сохранение основ государственной жизни и порядка. «…Вы никогда не мстили вашим политическим врагам, не перенося служебные недоразумения на почву личностей. Служебные недоразумения скоро забудутся, рассеется также политическое разномыслие, но память о вас, как о добром, гуманном человеке, ещё надолго останется в нашей среде, так как в основе её лежит высоконравственная идея — идея любви к ближнему».
В 1908 г., ещё в должности Калужского губернатора, ходатайствовал перед министром внутренних дел о высочайшем разрешении на открытие Всероссийской подписки о сборе пожертвований на сооружение в Малоярославце Успенского храма-памятника к 100-летию войны 1812 года. Кампания по распространению 140 тысяч листов по всем губерниям государства началась 17 (30) апреля 1909 года; А. А. Офросимов стал почётным председателем специального строительного комитета, уже будучи сенатором; 11 (24) октября 1912 года присутствовал на торжественном освящении храма в Малоярославце, где зачитал благодарственную телеграмму императора Николая II участникам торжеств.
После Октябрьской революции вместе с женой, оставив все в Петербурге, уехал в Житомир к  сестре жены -  Елизавете Павловне Вишневской. В конце 20-х - начале 30-х годов был арестован и увезен в Москву. Однако, убедившись в его полной лояльности и учитывая заслуги перед народом, когда он был калужским губернатором, его отпустили. Скончался в Житомире в 1933 году.

## Награды и признание
- Орден Святой Анны 2-й ст. (1888)
- Орден Святого Владимира 3-й ст. (1893)
- Орден Святого Станислава 1-й ст. (1899)
- Почётный гражданин городов Калуги[9], Боровска, Жиздры, Малоярославца[10]
- Почётный член Тарусского отдела Императорского общества птицеводства[10]

## Семья
Отец — Александр Фёдорович Офросимов (14 (26) марта 1817—1900). Потомственный дворянин Орловской губернии, родился в семье Орловского губернского предводителя дворянства Ф. А. Афросимова. Полковник лейб-гвардии гусарского полка. Его брат Илья дослужился до чина генерал-лейтенанта. Владелец имений Чувардино и Крупышино в Дмитровском уезде Орловской губернии. В 1840 году в селе Чувардине им был выстроен каменный храм во имя святого великомученика Димитрия, в 1850 году вместе с братом, Борисом Фёдоровичем, начал строительство храма (достроен и освящен в 1869 году) в селе Большое Кричино, унаследованном от отца. Умер в Калуге; был похоронен в родовом поместье при церкви села Большое Кричино.
Мать — Варвара Лукинична Офросимова (урожд. Жемчужникова; 13 (25) августа 1831 — ?), дочь Луки Ильича Жемчужникова (3 (14) февраля 1783 — 22 декабря 1856 (3 января 1857), Василево, Владимирская губерния; похоронен на Смоленском православном кладбище Санкт-Петербурга) и Прасковьи Францевны Морелли (8 (19) июня 1796 — 2 (14) ноября 1855, Санкт-Петербург).
- братья:
  - Владимир (1848 — после 1907), штабс-ротмистр (1880), мировой судья 2-го участка Дмитровского судебного мирового округа (1883—1891), действительный статский советник; женат на Марии Аркадьевне (23 апреля (5 мая) 1861 — 1923), дочери генерал-лейтенанта А. Д. Столыпина, детей не имел[14];
  - Дмитрий[15],
  - Николай[11];
- сёстры: Мария (в замужестве Брауншвейг), Варвара (в замужестве княгиня Мещерская).

Жена — Лидия Павловна (урожд. Павлищева; 1844 - 1930).